# Arma cerimoniale

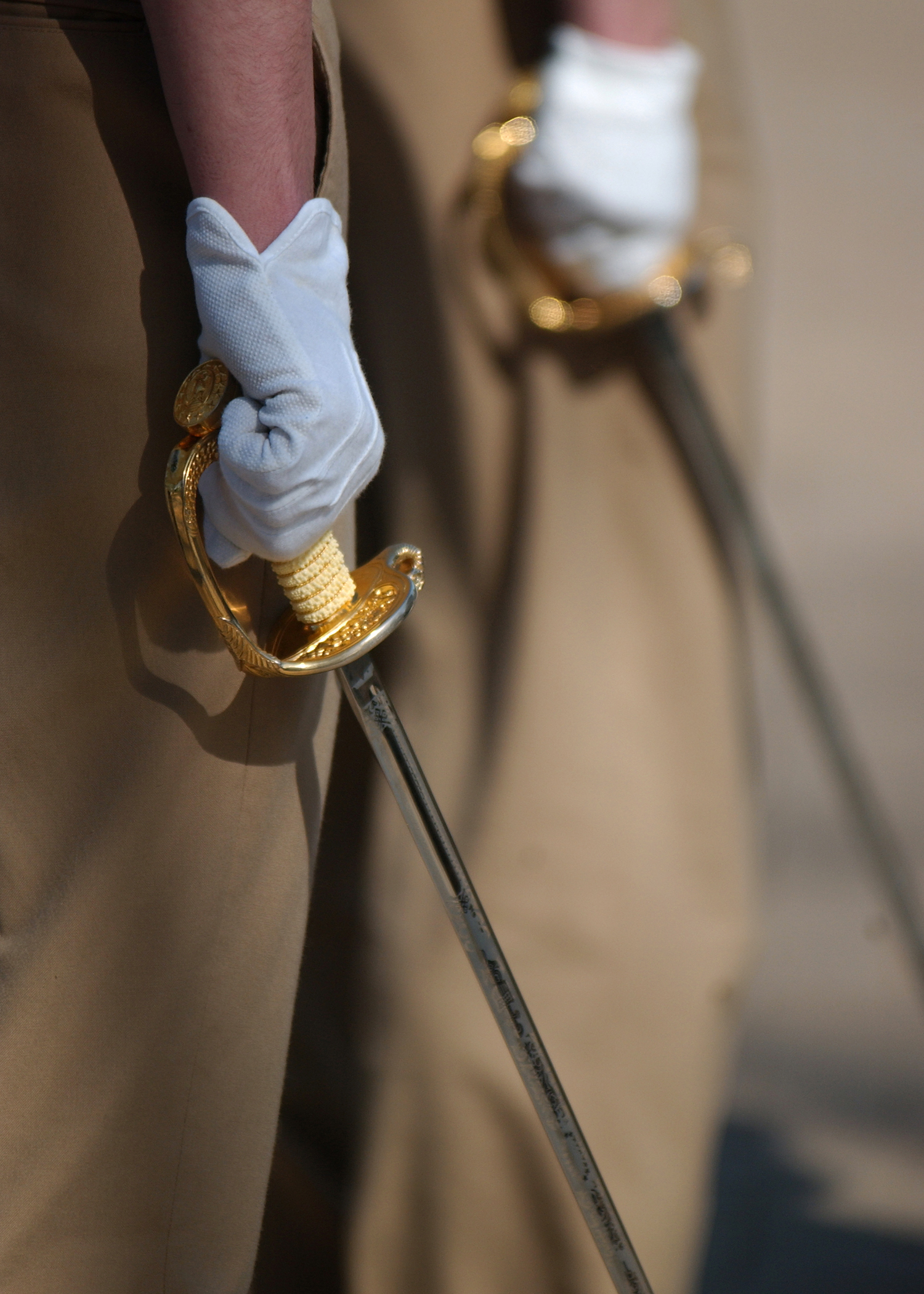
Spade cerimoniali dei cadetti della United States Naval Academy.

Per arma cerimoniale s'intende un'arma da ostentare quale simbolo di potere durante una particolare cerimonia o nel corso di una parata. In ambito militare, viene considerata quale parte integrante dell'alta uniforme. Originariamente legata alle sole armi bianche, la mansione cerimoniale-rappresentativa è recentemente passata anche nell'ambito delle armi da fuoco, rigorosamente in ambito militare.
In senso lato, può essere considerata arma cerimoniale anche la pistola da starter in una manifestazione sportiva.

## Storia
Il ruolo dell'arma quale simbolo del potere militare, politico e religioso del possessore originò con buona probabilità durante la preistoria.
Fu però a partire dal periodo protostorico, con il sorgere dei primi grandi imperi (Sumeri, Antichi Egizi, Dinastia Xia) e delle prime forze armate regolamentate, che il connubio arma-potere venne sancito in modo definitivo, originando inoltre prove documentali e monumentali che lo attestassero. La prima arma a ricoprire un ruolo simbolico fu, chiaramente, la prima arma ad essere inventata dal genere umano e cioè la mazza, forma raffinata della clava primitiva.
Presso gli Antichi Egizi osserviamo già una variegata tipologia di strumenti raffiguranti il potere divino del faraone, per la maggior parte derivati dal bastone (lo hekat, scettro con testa arcuata in forma di uncino, attributo precipuo del sovrano egizio, deriva dal bastone utilizzato dai pastori) ma anche le prime armi cerimoniali, in questo caso mazze da guerra, che anticipano largamente il bastone di comando dell'Europa medievale e moderna, come la aba ed il sekhem, quest'ultimo importantissimo perché testimonia la veicolazione del potere dal sovrano all'ufficiale, il visir, a partire dalla III dinastia.

## Tipologia

### Armes d'honneur(Francia)
Le armes d'honneur vennero istituite in Francia il 4 nevoso dell'anno VIII (25 dicembre 1799) sotto il Consolato. Esse vennero concepite per ricompensare quei militari che si fossero distinti grandemente in particolari fatti d'arme. Il corrispondente civile di questa distinzione era l' écharpe d'honneur. Questa ricompensa venne rimpiazzata poi dalla Legion d'onore ed i suoi beneficiari si ritrovarono automaticamente titolari della nuova decorazione.
In epoca napoleonica, ogni arma aveva la propria arme d'honneur distintiva:
- fouets d'honneur concessa ai conduttori dei pezzi d'artiglieria.
- fusils d'honneur e sabres-briquets d'honneur attribuiti ai soldati o ai granatieri.
- grenades d'honneur e grenades d'or attribuite agli artiglieri.
- baguettes d'honneur per i tamburini.
- trompettes d'honneur per i trombettieri.
- mousquetons d'honneur e fusils de dragon d'honneur attribuiti ai membri della cavalleria.
- hache d'abordage d'honneur alle truppe anfibie.
- pistolets d'honneur e sabres d'honneur agli ufficiali ed ai sottufficiali.

La concessione di questo privilegio garantiva all'insignito un aumento giornaliero della paga di 5 centesimi di franco. Tutte queste armi rappresentavano i modelli regolamentari, ma le loro rifiniture erano più ricercate e spesso preziose. 

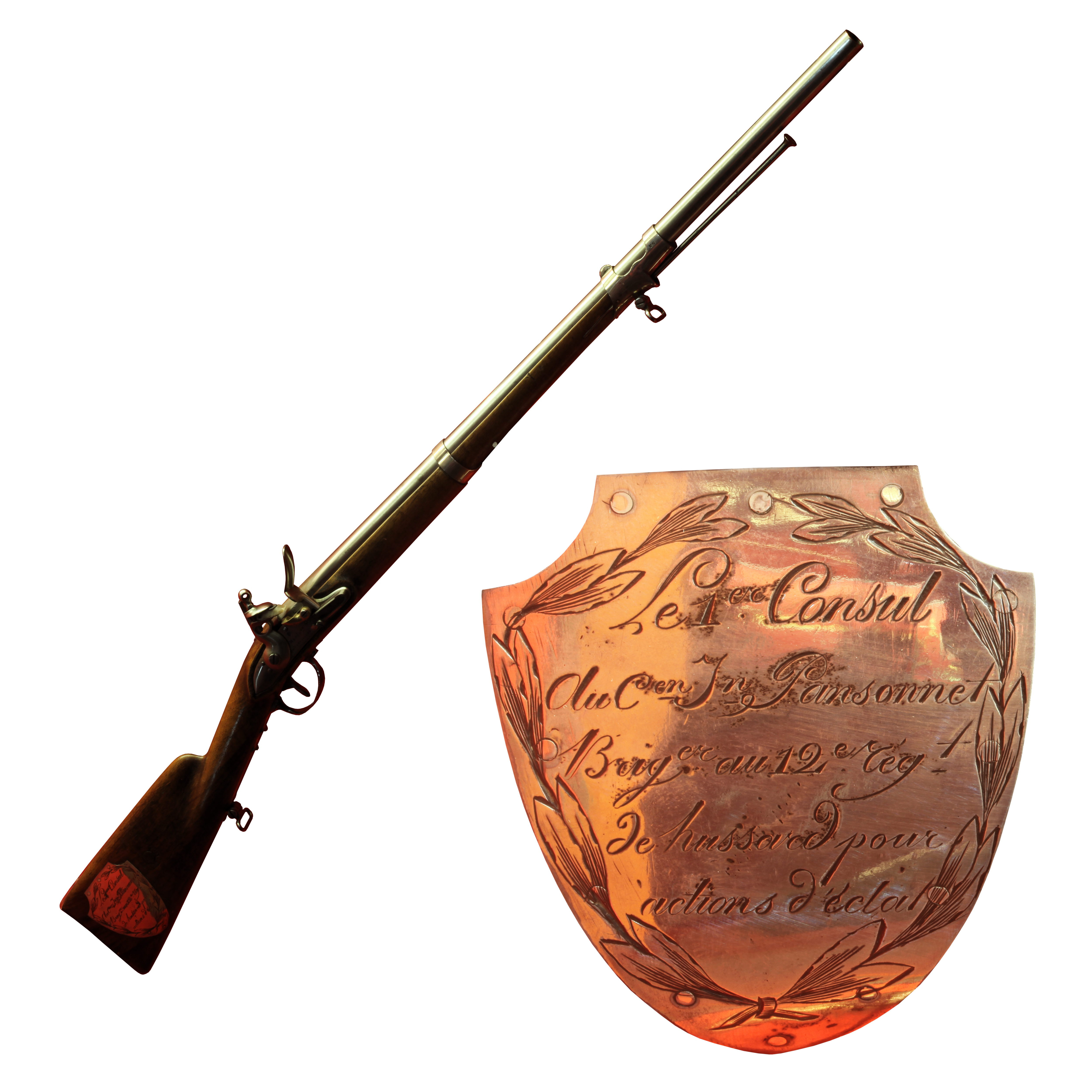
Carabina d'onore : «Il primo console al cittadino Jean Pansonnet, brigadiere del 12º reggimento ussari, per azioni eclatanti. »
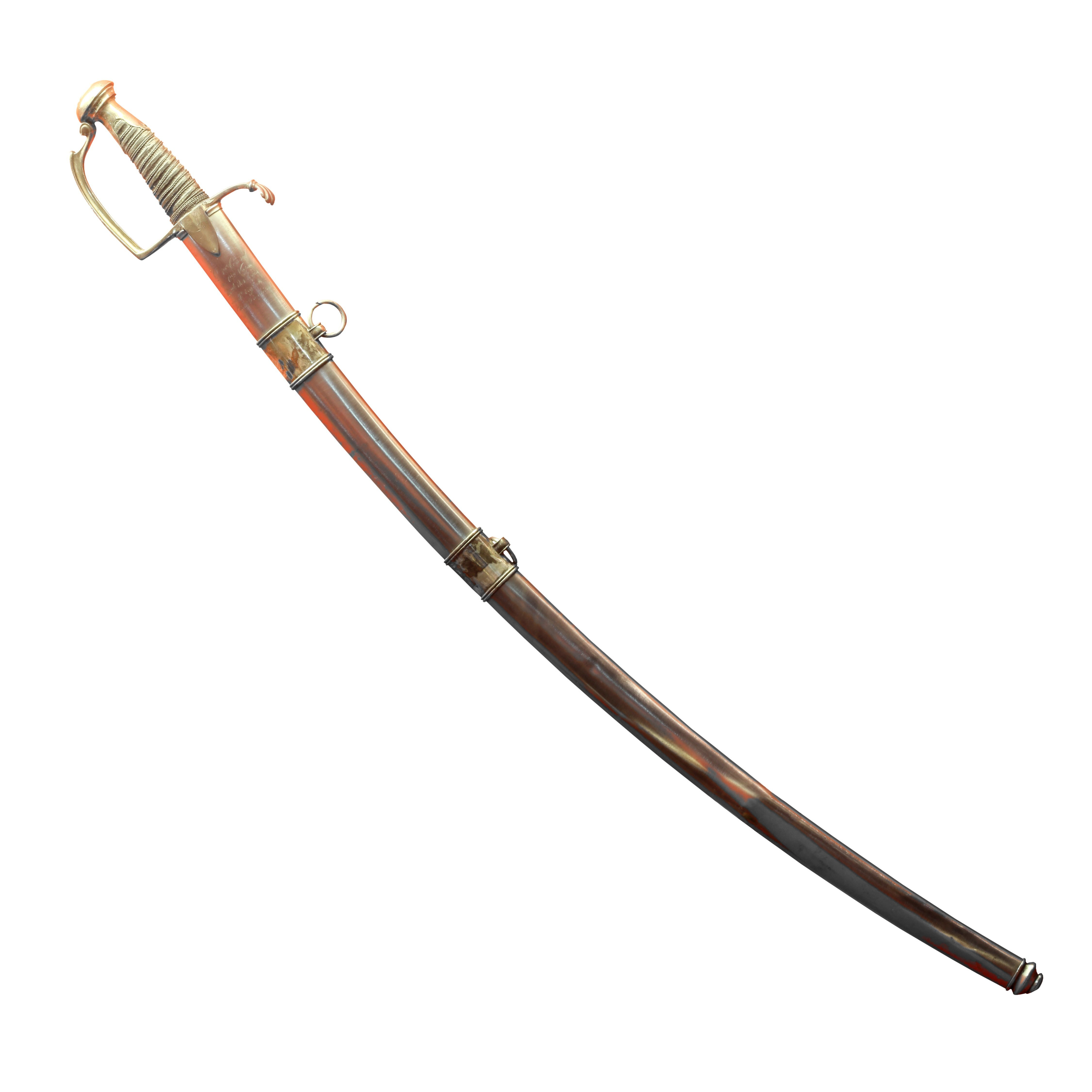
Spada d'onore : « Il primo console al cittadino Antoine Vigne, maresciallo del 5º reggimento dei cacciatori a cavallo. »
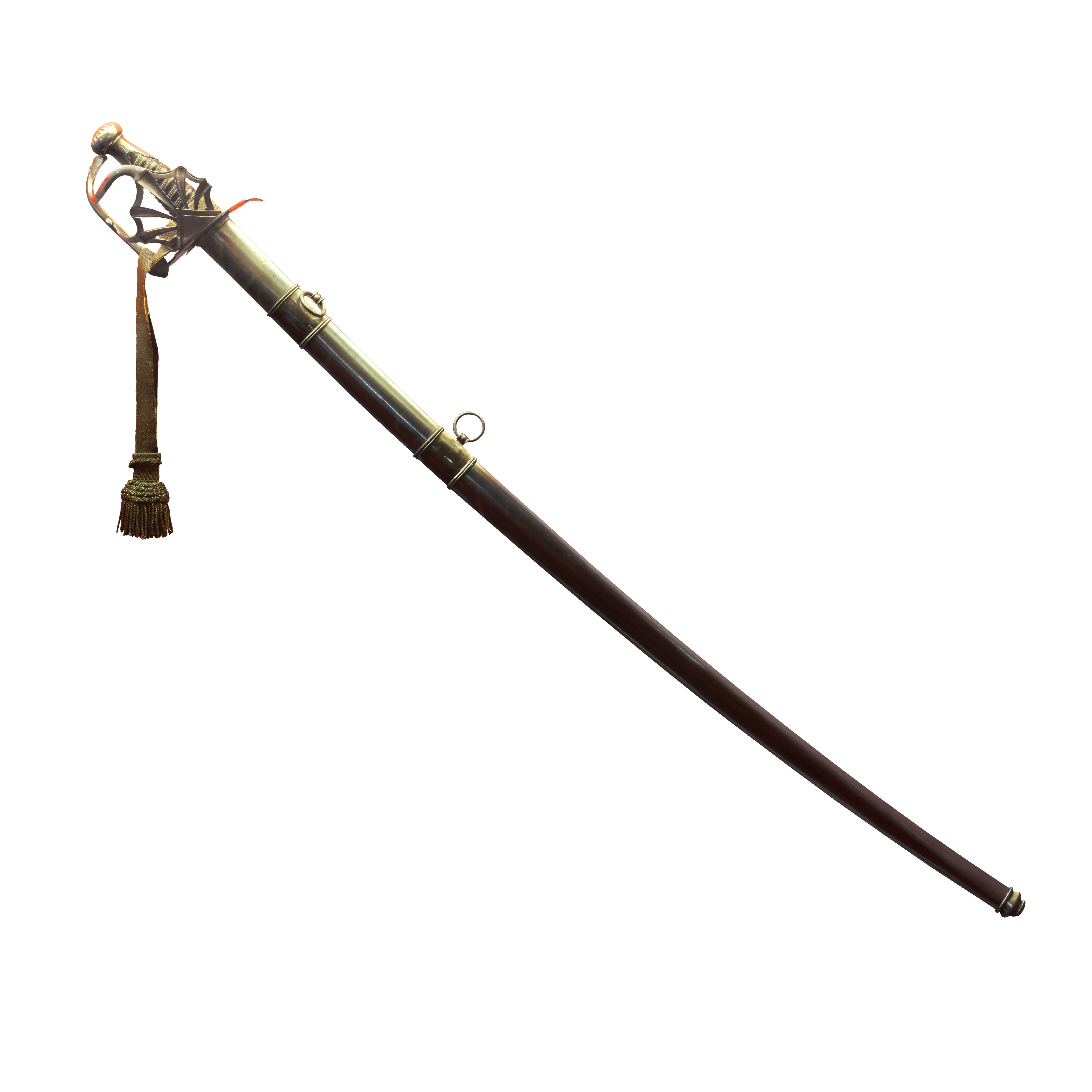
Spada d'onore : « Il primo console al cittadino Rénade Conrot, maresciallo del 5º reggimento dei cacciatori a cavallo. »
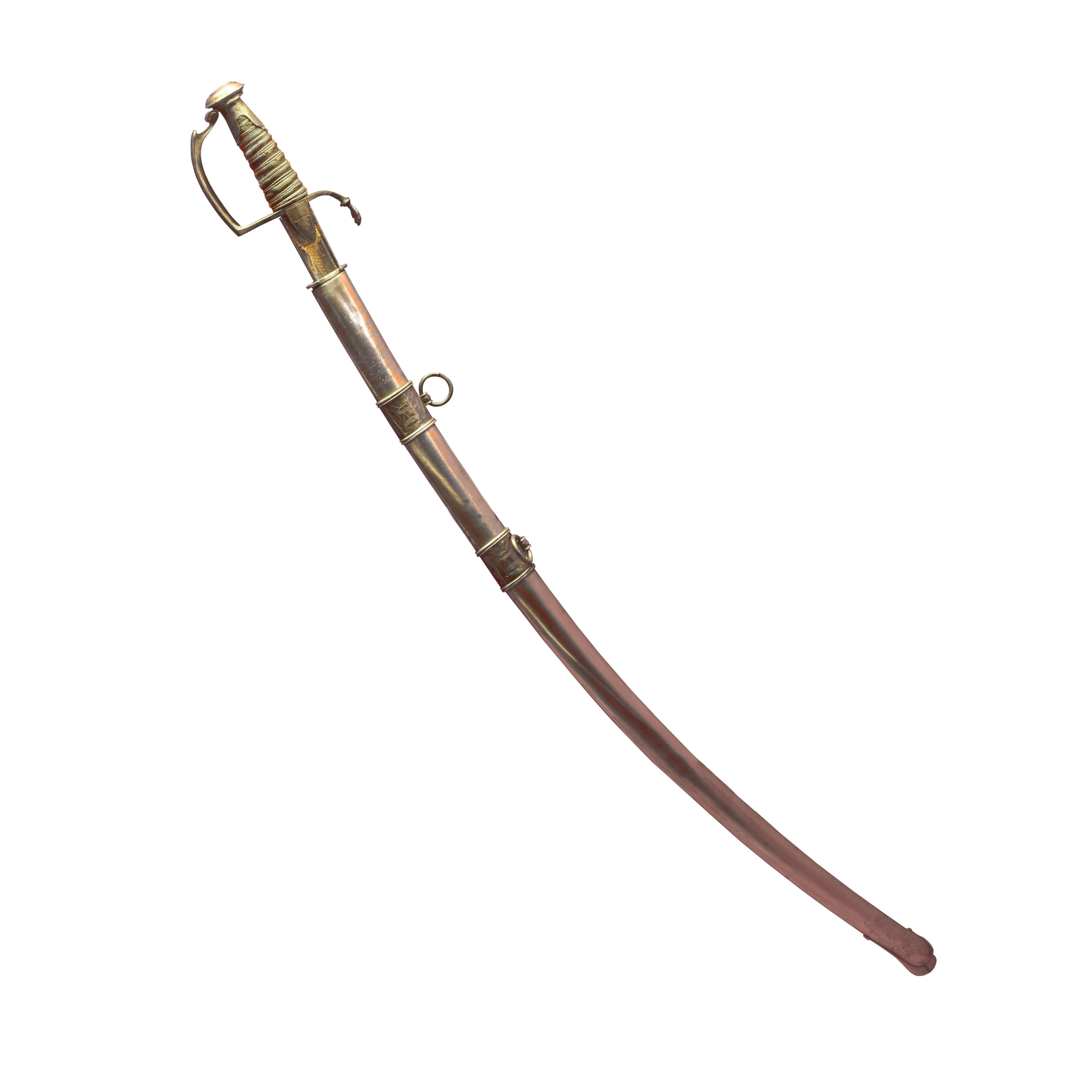
Spada d'onore : « Il primo console al cittadino Joseph Davance, sottotenente del 10º reggimento di fanteria leggera, per azioni eclatanti ».
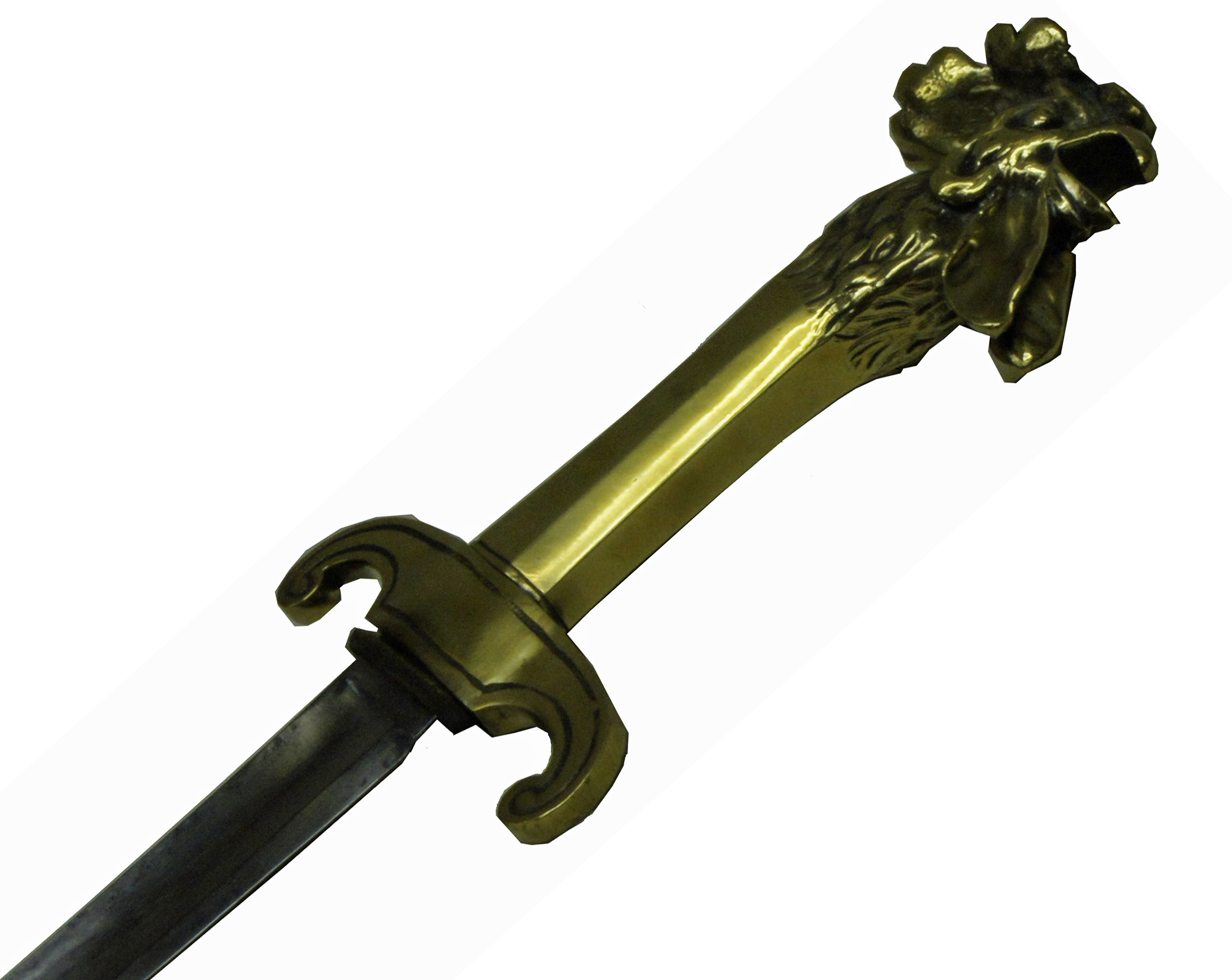
Spada d'onore di fanteria, dettaglio.

### Altre tipologie
- Alabarda, dal XVII secolo impiegata esclusivamente come arma cerimoniale;
- Bastone d'ufficio, di questo tipo è anche il Bastone di comando;
- Mazza cerimoniale, impiegata in ambito civile e accademico;
- Scettro, certamente il tipo di mazza cerimoniale più nota;
- Spada di giustizia, di questo tipo è anche la Spada da esecuzione;
- Spada di stato;
- tumi (Incas);